# Oklepni korpus Pakistanske kopenske vojske
Oklepni korpus Pakistanske kopenske vojske je administrativno poveljstvo vseh oklepnih enot Pakistanske kopenske vojske.

## Zgodovina
Korpus je bil ustanovljen leta 1947 z izločitvijo ene tretjine sil iz dotedanjega Indijskega oklepnega korpusa (ostali dve tretjini sta postali Oklepni korpus Indijske kopenske vojske). Leta 1970 se je iz korpusa izločilo nekaj enot, ki so sestavile Bangladeški oklepni korpus.